# Nephi (Utah)
Nephi es una ciudad del condado de Juab, Utah, Estados Unidos. Según el censo de 2000 su población era de 4.733 habitantes. Es la capital del condado. Fue creado como un asentamiento mormón en 1851. Es la ciudad principal del valle de Juab, una zona agrícola. Nephi recibe su nombre por una o varias de las personas llamadas Nefi en el Libro de Mormón.

## Geografía
Nephi se encuentra en las coordenadas 39°42′33″N 111°49′53″O / 39.70917, -111.83139, a 1500 m s. n. m.
Según la oficina del censo de Estados Unidos 10,8 km². No tiene superficie cubierta de agua.
- Datos: Q130153
- Multimedia: Nephi, Utah / Q130153

1. ↑  Zip Data Maps, código ZIP n.º 84648.